# Luca Ghini
Luca Ghini ( * 1490, Imola - 4 de mayo de 1566) fue un médico y un botánico italiano, destacado por haber creado el primer herbario con registros. Estudio Medicina en la Universidad de Bolonia.
En 1544, prepara su primer herbario y funda, el mismo año, el Jardín botánico de Pisa, gracias al empuje de Cosme I de Médici. 
Fue titular Académico de Botánica de Bolonia, la segunda creada después de Venecia.
Ghini no deja escritos, mas su influencia es considerable sobre los botánicos de su época. Se preocupó de las bases teóricas de la botánica. Probablemente sea el inventor del herbario hacia 1520 o 1530: el suyo, que cita en su correspondencia, alcanzaba a 300 plantas diferentes, pero no se conserva.
- La abreviatura «Ghini» se emplea para indicar a Luca Ghini como autoridad en la descripción y clasificación científica de los vegetales.[1]